# Байзак
Байза́к (каз. Байзақ) — село у складі Байзацького району Жамбильської області Казахстану. Адміністративний центр Ботамойнацького сільського округу.
Село утворене 4 травня 1993 року шляхом об'єднання двох населених пунктів — Красна Зоря (Новоніколаєвка) та Кенес.
Населення — 5850 осіб (2021; 3884 у 2009, 2784 у 1999, 2317 у 1989).